# Tevita Ikanivere

a Compétitions nationales et continentales officielles uniquement.

b Matchs officiels uniquement.
Dernière mise à jour le 6 décembre 2024.
Tevita Ikanivere, né le 6 novembre 1999, est un joueur international fidjien de rugby à XV évoluant au poste de talonneur, avec les Fijian Drua en Super Rugby.
Il est le neveu de Sisa Koyamaibole lui aussi international fidjien de rugby à XV.

## Biographie

### Jeunesse
À l'origine, il commence la pratique sportive avec le tennis et le hockey sur gazon, avant de se mettre au rugby tard dans sa scolarité. Jouant pour la Queen Victoria School, dont il est le capitaine, chez les jeunes, il est repéré par des recruteurs nationaux. Son oncle Sisa Koyamaibole a aussi été international fidjien. 

### Carrière en club
Chez les juniors, Tevita Ikanivere représente le club de Suva.
En 2019, il rejoint l'équipe fidjienne des Fijian Drua, qui dispute le championnat australien du NRC, totalisant sept apparitions cette saison. En 2022, il est intégré dans l'équipe première des Fijian Drua pour la saison de Super Rugby. 

### En équipe nationale
Ikanivere représente les Fidji chez les moins de 18 ans, les moins de 20 ans et les Fidji Warriors. Il prend part notamment au Championnat du monde junior 2019 en tant que capitaine.
Le talonneur obtient sa première cape internationale avec les Flying Fijians en 2020 contre la Géorgie lors de la Coupe d'automne des nations.
En août 2023, Ikanivere est retenu dans le groupe de 33 joueurs sélectionnés pour participer à la Coupe du monde en France. Durant le Mondial, il dispute les cinq rencontres des Fidji, dont le quart de finale, titularisé contre l'Angleterre à place de Sam Matavesi.
Il est populaire auprès des supporters fidjiens en raison de sa puissance et son apparence.

### Barbarians
Fin octobre 2023, il est retenu avec les Barbarians pour disputer un test match contre le pays de Galles début novembre. Pour cette rencontre, il est titularisé mais son équipe s'incline 49 à 26.

## Statistiques en équipe nationale
- 13 sélections avec les Fidji dont 4 en tant que titulaire[5].
- 3 essais (15 points).
- Participation à la Coupe du monde 2023 (5 matchs).

## Palmarès

### En équipe nationale
- Vainqueur du Trophée mondial des moins de 20 ans avec l'équipe des Fidji des moins de 20 ans en 2018[1].

### Distinctions personnelles
- Membre de l'équipe type du Super Rugby en 2025.